# Willy Kernen
Willy Kernen est un footballeur suisse né le 6 août 1929 à La Chaux-de-Fonds (Suisse) où il est décédé le 12 novembre 2009.

## Caractéristiques
- Poids : 80 kg
- Taille :  179 cm
- Poste : défenseur

## Palmarès
- Champion de suisse en 1954 et 1955 avec le FC La Chaux-de-Fonds
- Vainqueur de la Coupe de Suisse en 1951, 1954, 1955, 1957 et 1961 avec le FC La Chaux-de-Fonds

## Clubs successifs
- 1950-1962 : FC La Chaux-de-Fonds

## Équipe nationale
- 41 sélections, 1 but
- Première sélection : Suisse-Hollande 7-5, le 15 octobre 1950 à Bâle
- Dernière sélection : Belgique-Suisse 2-4, le 20 octobre 1960 à Bruxelles